# UFC Fight Night: Shogun vs. St. Preux
UFC Fight Night: Shogun vs. Saint Preux é um evento de artes marciais mistas promovido pelo Ultimate Fighting Championship, realizado em 8 de novembro de 2014 no Ginásio Municipal Tancredo Neves em Uberlândia, Minas Gerais, Brasil.

## Resumo

### Background
Este foi o terceiro evento realizado em Minas Gerais, os outros dois eventos foram o UFC 147 e o UFC Fight Night: Teixeira vs. Bader.[carece de fontes?]
A luta principal seria entre os meio pesados Maurício Rua e Jimi Manuwa. No entanto, Masnuwa quebrou o pé durante os treinamentos e foi cortado do card. Seu substituto foi Ovince St. Preux.
Rafael Cavalcante era esperado para enfrentar Ovince St. Preux, no entanto, uma lesão o fez ser substituído por Francimar Barroso. Após a saída de Jimi Manuwa do card principal e o remanejamento de St. Preux para o evento principal, Barroso ficou sem adversário e foi retirado do card.
Pawel Pawlak era esperado para enfrentar Dhiego Lima, no entanto Pawlak se contundiu e foi obrigado a se retirar do card. Seu substituto será o brasileiro Jorge Oliveira.
Ian McCall teve um infecção intestinal e a luta contra o John Lineker foi cancelada. Devido a esses acontecimentos, Dhiego Lima vs. Jorge Oliveira, que faria parte do card preliminar, agora entra como segunda luta do card principal do evento.

### Resultados
A mineira Juliana Lima conquistou a primeira vitória no UFC sobre a americana Nina Ansaroff. O duelo foi bastante equilibrado, mas Ju Thai conseguiu o resultado positivo por decisão unânime dos juízes (triplo 29 a 28).

## Bônus da Noite
- Luta da Noite:  Thomas Almeida vs.  Tim Gorman
- Performance da Noite:  Ovince St. Preux e  Leandro Silva